# Giancarlos Ramos
Giancarlos Ramos (n. Guayaquil, Guayas, Ecuador; 2 de abril de 1978) es un exfutbolista ecuatoriano que jugaba de volante de marca.

## Trayectoria
Se inició como futbolista desde muy pequeño en el club Fedeguayas de Guayaquil y en 1994 se unió a las divisiones menores del Emelec. Ahí jugó todas las categorías menores hasta que debutó con el primer equipo en 1997. Antes, en 1995, jugó la Copa Mundial de Fútbol Sub-17 disputada en su país, donde llegó hasta cuartos de final. También formó parte de las selecciones juveniles Sub-20 y Sub-23. En el 2001 fue cedido a préstamo al Santa Rita de Vinces de la Serie B.
Con Emelec fue campeón en el 2002, aunque a mitad de esa temporada fue a préstamo al Delfín SC, y jugó 3 Copas Libertadores. Al salir de Emelec en el 2003, se fue al Deportivo Cuenca y al año siguiente fue campeón (la primera vez en la historia del club) clasificando a la Copa Libertadores 2005 luego de 28 años sin hacerlo. Jugó un año en el Olmedo de Riobamba en el 2006 y en el 2007 volvió al Deportivo Cuenca. A mediados de ese año sufrió una lesión que lo dejó fuera de competencia durante el resto de la temporada.
A inicios del 2011, fichó para el Manta Fútbol Club, como uno de los refuerzos de más renombres del equipo mantense para esta temporada. Pero debido a su bajo nivel la directiva decidió no renovarle su contrato. Luego de 6 meses de inactividad el 19 de junio el Olmedo de Riobamba lo ficha con un contrato de 1 año, siendo una de sus principales contrataciones para mantener la categoría ya que el club se encuentra en los últimos lugares. Para el 2013 es contratado por el Deportivo Azogues equipo en el cual juega actualmente.

## Selección nacional

### Categorías inferiores

#### Participaciones en Copas del Mundo
| Campeonato                  | Sede    | Resultado        | Partidos | Goles |
| --------------------------- | ------- | ---------------- | -------- | ----- |
| Copa Mundial Sub-17 de 1995 | Ecuador | Cuartos de final | 4        | 0     |

## Clubes
| Club              | País    | Año       |
| ----------------- | ------- | --------- |
| Emelec            | Ecuador | 1997-2000 |
| Santa Rita        | Ecuador | 2001      |
| Emelec            | Ecuador | 2002      |
| Delfín            | Ecuador | 2002      |
| Deportivo Cuenca  | Ecuador | 2003-2005 |
| Olmedo            | Ecuador | 2006      |
| Deportivo Cuenca  | Ecuador | 2007-2010 |
| Manta Fútbol Club | Ecuador | 2011      |
| Olmedo            | Ecuador | 2012      |
| Deportivo Azogues | Ecuador | 2013      |

## Palmarés

### Campeonatos nacionales
| Título             | Club             | País    | Año  |
| ------------------ | ---------------- | ------- | ---- |
| Serie A de Ecuador | Emelec           | Ecuador | 2002 |
| Serie A de Ecuador | Deportivo Cuenca | Ecuador | 2004 |